# Volby do Zastupitelstva města Brna 2010
Volby do zastupitelstva města Brna v roce 2010 proběhly  v rámci obecních voleb v pátek 15. a v sobotu 16. října. Brno mělo pouze jeden volební obvod, zvoleno bylo celkem 55 zastupitelů. Volilo 132 503 voličů, což představuje volební účast 41,94 % oprávněných voličů. 
Vítězem voleb se stala poprvé Česká strana sociálně demokratická a poprvé nevyhrála Občanská demokratická strana. Pro TOP 09 to byly první volby a hned překonala hranici 5%. Do zastupitelstva se doslalo celkem šest stran.      

## Výsledky hlasování
| Volební strana                                                | Počet hlasů | Hlasy v % | Mandáty | Bilance |
| ------------------------------------------------------------- | ----------- | --------- | ------- | ------- |
| Dělnická strana sociální spravedlnosti                        | 37 534      | 0,57      | 0       | ▬ ±0    |
| Folklor i Společnost                                          | 12 395      | 0,19      | 0       | ▬ ±0    |
| TOP 09                                                        | 932 790     | 14,15     | 9       | ▲ +9    |
| Volte Pravý Blok www.cibulka.net                              | 2 266       | 0,03      | 0       | -       |
| Věci veřejné                                                  | 198 032     | 3,00      | 0       | -       |
| Brno 2010 - Společně pro Brno                                 | 206 923     | 3,14      | 0       | ▬ ±0    |
| Strana svobodných občanů                                      | 12 655      | 0,19      | 0       | -       |
| Strana zelených                                               | 372 917     | 5,66      | 3       | ▼ -4    |
| Koalice Moravané a ČSNS                                       | 36 483      | 0,55      | 0       | ▬ ±0    |
| Česká pirátská strana                                         | 60 894      | 0,92      | 0       | -       |
| Strana Práv Občanů                                            | 60 285      | 0,91      | 0       | -       |
| Strana soukromníků České republiky                            | 3 830       | 0,06      | 0       | -       |
| Komunistická strana Čech a Moravy                             | 487 629     | 7,40      | 4       | ▼ -1    |
| Česká strana sociálně demokratická                            | 2 004 330   | 30,41     | 19      | ▲ +6    |
| Občanská demokratická strana                                  | 1 447 360   | 21,96     | 14      | ▼ -5    |
| Křesťanská a demokratická unie - Československá strana lidová | 605 298     | 9,18      | 6       | ▬ ±0    |
| Suverenita a Nezávislí demokraté                              | 110 474     | 1,68      | 0       | -       |
| celkem                                                        | 6 592 095   | 100       | 55      | ▬ ±0    |

## Složení zastupitelstva
| Koalice (33) | Koalice (33)                                                                      | Opozice (22)                                                                   | Opozice (22)                                              | Opozice (22)              | Opozice (22) |
| ČSSD · ČSSD · ČSSD · ČSSD · ČSSD · ČSSD · ČSSD · ČSSD · ČSSD · ČSSD · ČSSD · ČSSD · ČSSD · ČSSD · ČSSD · ČSSD · ČSSD · ČSSD · ČSSD | ODS · ODS · ODS · ODS · ODS · ODS · ODS · ODS · ODS · ODS · ODS · ODS · ODS · ODS | TOP 09 · TOP 09 · TOP 09 · TOP 09 · TOP 09 · TOP 09 · TOP 09 · TOP 09 · TOP 09 | KDU-ČSL · KDU-ČSL · KDU-ČSL · KDU-ČSL · KDU-ČSL · KDU-ČSL | KSČM · KSČM · KSČM · KSČM | SZ · SZ · SZ |